# Ямное (Львовская область)
Ямное (укр. Ямне) — село в Каменка-Бугской городской общине Львовского района Львовской области Украины.
Население по переписи 2001 года составляло 124 человека. Занимает площадь 0,888 км². Почтовый индекс — 80451. Телефонный код — 3254.